# カナグリフロジン
カナグリフロジン（Canagliflozin）は、SGLT-2阻害薬のひとつで、2型糖尿病治療薬として用いられる。製品名はカナグル（田辺三菱製薬製造販売、第一三共コ・プロモーション）。田辺三菱製薬からはテネリグリプチンとの配合剤であるカナリアも上市されている。海外ではヤンセンファーマがInvokanaという商品名で販売している。

## 効能・効果
2型糖尿病

## 臨床試験
単剤、メトホルミン併用、メトホルミン・SU剤併用の各臨床試験の結果、偽薬に比べてHbA1cが0.6〜0.9%低下した。また若干の体重減少（偽薬より0.3〜3.3%）が見られた。HDLコレステロールおよび収縮期血圧も改善したが、同時にLDLコレステロールも上昇した。
日本での臨床試験の結果は、HbA1cが単剤で偽薬より1.03%（24週時）改善した他、他系統の既承認経口糖尿病薬への上乗せ効果が0.87〜1.06%（52週時）見られた:20-23。
メトホルミンとSU薬を併用している2型糖尿病患者に対し、SGLT2阻害薬・カナグリフロジンはDPP4阻害薬・シタグリプチンよりもHbA1c、体重、収縮期血圧をより低下させ、効果が持続したという報告がある。
2025年の大規模ランダム化比較試験の事後解析で、カナグリフロジンはフレイル状態の患者の心血管の状態と生存率を改善すると報告された。

### 承認状況
欧州では2011年7月4日に小児に対する臨床試験計画を受理したがカナグリフロジンの承認は保留した。その後2013年11月に承認された。
2013年3月、米国で初のSGLT-2阻害薬として承認された。
日本では2014年7月4日に2型糖尿病を効能・効果として承認された。

## 作用機序
カナグリフロジンはSGLT-2の阻害薬である。SGLT-2は腎でのグルコースの再吸収の90%を担っており、残りの10%をSGLT-1が担っている。SGLT-2を阻害すると1日当たり50〜80gの血糖が尿中に排出される。これは200〜300キロカロリーに相当する。加えて浸透圧的利尿により、血圧が低下する。体重減少の2⁄3が排出されたグルコースを補うために分解された脂肪組織によるもので、残り1⁄3は水分であるとされる。
この機序の薬剤はスルホニルウレア等の従来の抗糖尿病薬やインスリンに比べて低血糖を起こし難い。
SGLT-1とSGLT-2へのカナグリフロジンの親和性の比は1：158であり:61、臨床量の血中濃度ではSGLT-1への阻害効果はないと思われるが、内服後の吸収時においては腸管内の濃度でSGLT-1阻害作用を示し、体内への糖吸収を遅らせる作用がある。SGLT-1は主に腸管上皮に存在するほか、腎の近位尿細管、気管、心臓等にも発現しているので、治験では気管(0%)や心臓(0.46%)への副作用はほとんど認められていない:49-52ながらも注意が必要である。

## 薬物動態
添付文書に拠れば、カナグリフロジンを単回投与した時のCmaxは1,126ng/mL、tmaxは1.0時間で、t1/2は10.2時間である。これは反復投与してもほとんど変わらない。排泄は腎臓から32.5%、肝臓から60.4%であり、未変化体のほか、グルクロン酸抱合代謝物および酸化代謝物が認められる。軽度、中等度、高度腎機能障害患者ではCmaxはそれぞれ約27%、約9%、約10%低下したが、AUC0-∞は約15%、約29%、約53%増加した。軽度、中等度肝機能障害者ではCmaxはそれぞれ約7%上昇、約4%低下し、AUC0-∞は約10%増加、約11%増加した。
有色ラットに14C-カナグリフロジン5mg/kgを経口投与した時、Cmaxに達したのは8時間後(1.30mg Eq/mL)であり、その時の内臓での薬物濃度はそれぞれ、腎臓皮質で12.79mg Eq/g、腎臓髄質で7.38mg Eq/g、肺で3.55mg Eq/g、心臓で6.08mg Eq/g であった:72。

## 禁忌
カナグリフロジンは中等度の腎障害患者には効果が期待できない。また高度の腎障害患者ならびに1型糖尿病には効果がない。
日本の添付文書では、心不全（NYHA心機能分類IV）のある患者には慎重投与となっている。

## 副作用
カナグリフロジンにより、尿路感染症、性器真菌感染、口渇が起こる（一般に軽度）。LDLコレステロール上昇、利尿増加による低血圧もある。重大な副作用としては、低血糖、脱水(0.1%)、ケトアシドーシス、腎盂腎炎(0.1%)、敗血症が挙げられている。
心血管障害にも注意が必要である。カナグリフロジンの臨床開発において、心血管系障害はMajor Cardiovascular Events Plus（MACE-Plus）で評価された。その内容は、「心血管死」・「非致死性心筋梗塞」・「非致死性脳卒中」 + 「不安定狭心症による入院」である。臨床試験の結果はカナグリフロジン群18.9%対偽薬群20.5%であり、有意差は無かった。
にもかかわらず、米国ではFDAがカナグリフロジンの心血管イベントリスクを重視した。カナグリフロジン群での心血管イベントが投与開始後30日以内に集中した(0.45%)からで（一方で偽薬群の心血管イベントは投与開始後30日以内で0.07%であった）、投与初期の心血管リスクの増大が示唆された。さらに、心発作リスクの増大も認められた。しかし何方にも有意差は付いていない。現在実施中のCANVASスタディは2017年2月に終了する予定であり、心血管リスクについてさらなるデータが得られる見込みである。

## 薬物相互作用
特に高齢者で、利尿薬との併用で脱水をきたすおそれがある。